# Финал Гран-при по фигурному катанию 2021/2022
Финал Гран-при по фигурному катанию 2021/2022 (англ. 2021–2022 Grand Prix of Figure Skating Final) — несостоявшийся заключительный турнир серии Гран-при по фигурному катанию в сезоне 2021—2022 годов, который должен был пройти с 9 по 12 декабря 2021 года в японской Осаке. В этом соревновании в каждой дисциплине должны были принять участие по шесть лучших взрослых и юниоров (одиночников или пар), определившихся по итогам серии.
29 ноября 2021 года в связи с распространением омикрон-варианта SARS-CoV-2 правительство Японии ввело запрет на въезд на территорию страны всех иностранцев. 2 декабря Международный союз конькобежцев сообщил, что проведение финала Гран-при в запланированные сроки «не представляется возможным». Рассматривался вопрос переноса соревнования на конец сезона, однако 17 декабря оно было окончательно отменено.

## Место проведения
Финал должен был пройти в городе Осака в Японии с 9 по 12 декабря 2021 года. Планировались соревнования спортсменов в категориях: мужское и женское одиночное катание, парное катание и танцы на льду. Одновременно должен был пройти и финал серии Гран-при среди юниоров в тех же четырёх дисциплинах.

## Участники
За право выйти в заключительный турнир спортсмены борются на этапах Гран-при. При равенстве очков в финал проходит тот, кто занял место выше на этапах. Если этот критерий не помог выявить лучшего, то сравнивают сумму полученных баллов.
Из-за ограничений, введённых властями Франции в связи с пандемией COVID-19, российские фигуристы не смогли принять участие в первых двух этапах Гран-при среди юниоров. В связи с этим отбор в юниорский финал проходил по сумме набранных баллов.
По итогам этапов Гран-при, в финале должны были принять участие следующие спортсмены:

### Взрослые
| Мужчины            | Женщины               | Пары                                    | Танцы                                  |
| ------------------ | --------------------- | --------------------------------------- | -------------------------------------- |
| Юма Кагияма        | Камила Валиева        | Анастасия Мишина / Александр Галлямов   | Габриэлла Пападакис / Гийом Сизерон    |
| Сёма Уно           | Анна Щербакова        | Суй Вэньцзин / Хань Цун                 | Виктория Синицина / Никита Кацалапов   |
| Винсент Чжоу       | Елизавета Туктамышева | Евгения Тарасова / Владимир Морозов     | Мэдисон Хаббелл / Закари Донохью       |
| Нэтан Чен          | Каори Сакамото        | Александра Бойкова / Дмитрий Козловский | Пайпер Гиллес / Поль Пуарье            |
| Михаил Коляда      | Майя Хромых           | Дарья Павлюченко / Денис Ходыкин        | Мэдисон Чок / Эван Бейтс               |
| Джейсон Браун      | Алёна Косторная       | Рику Миура / Рюити Кихара               | Шарлен Гиньяр / Марко Фаббри           |
| Запасные           |                       |                                         |                                        |
| Сюн Сато           | Ю Ён                  | Юлия Артемьева / Михаил Назарычев       | Александра Степанова / Иван Букин      |
| Морис Квителашвили | Луна Хендрикс         | Алекса Книрим / Брэндон Фрейзер         | Лоранс Фурнье-Бодри / Николай Сёренсен |
| Чха Джунхван       | Маи Михара            | Эшли Кейн / Тимоти Ледюк                | Оливия Смарт / Адриан Диас             |

### Юниоры
| Юноши             | Девушки                   | Пары                                      | Танцы                                    |
| ----------------- | ------------------------- | ----------------------------------------- | ---------------------------------------- |
| Илья Малинин      | Софья Акатьева            | Екатерина Чикмарёва / Матвей Янченков     | Ирина Хавронина / Дарио Чиризано         |
| Илья Яблоков      | Вероника Жилина           | Наталья Хабибуллина / Илья Княжук         | Василиса Кагановская / Валерий Ангелопол |
| Глеб Лутфуллин    | Софья Муравьёва           | Анастасия Мухортова / Дмитрий Евгеньев    | Катарина Вулфкостин / Джеффри Чен        |
| Кирилл Сарновский | Аделия Петросян           | Екатерина Петушкова / Евгений Маликов     | Натали Д'Алессандро / Брюс Уодделл       |
| Уэсли Чу          | Изабо Левито (снялась)    |                                           | Софья Тютюнина / Александр Шустицкий     |
| Егор Рухин        | Линдси Торнгрен           |                                           | Уна Браун / Гейдж Браун                  |
| Лукас Цуёси Хонда | Рион Сумиёси              |                                           |                                          |
| Запасные          |                           |                                           |                                          |
| Артём Ковалёв     | Анастасия Зинина (замена) | Карина Сафина / Лука Берулава             | Софья Леонтьева / Даниил Горелкин        |
| Михаил Шайдоров   | Софья Самоделкина         | Полина Костюкович / Алексей Брюханов      | Изабелла Флорес / Дмитрий Царевский      |
| Арлет Леванди     | Ким Чхэён                 | Екатерина Сторублёвцева / Артём Грицаенко | Мику Макита / Тайлер Гунара              |